# Protea welwitschii
Protea welwitschii là một loài thực vật có hoa trong họ Quắn hoa. Loài này được Engl. miêu tả khoa học đầu tiên năm 1892.